# Звёздный путь 4: Дорога домой
«Звёздный путь 4: Дорога домой» (англ. Star Trek IV: The Voyage Home) — четвёртый полнометражный научно-фантастический фильм 1986 года режиссёра Леонарда Нимоя, действие которого происходят во вселенной Звёздного пути. Является продолжением фильма «Звёздный путь 3: В поисках Спока» (1984); он завершает сюжетную линию, начатую в «Звёздном пути 2: Гнев Хана» (1982) и продолженную в «В поисках Спока». Намереваясь вернуться домой на Землю, чтобы предстать перед судом за свои действия в предыдущем фильме, бывший экипаж звездолёта «USS Энтерпрайз» находит планету в серьезной опасности из-за инопланетного зонда, пытающегося связаться с ныне вымершими горбатыми китами. Экипаж отправляется в прошлое Земли, чтобы найти китов, которые могут ответить на вызов зонда.
После постановки «В поисках Спока» Нимоя попросили снять следующий полнометражный фильм, и ему была предоставлена большая свобода в отношении содержания фильма. Нимой и продюсер Харви Беннетт придумали историю с экологическим посланием и без явного злодея. Недовольная первым сценарием, созданным Стивом Меерсоном и Питером Крайксом, Paramount наняла сценариста и режиссера «Гнева Хана» Николаса Мейера. Мейер и Беннетт разделили историю между собой и написали разные части сценария, требующие одобрения Нимоя, главного актера Уильяма Шатнера и руководителей Paramount Pictures. Основные съёмки начались 24 февраля 1986 года. В отличие от предыдущих фильмов «Звёздного пути», «Путешествие домой» в основном снималось на натурных съёмках; многие реальные декорации и здания использовались в качестве дублеров для сцен, происходящих вокруг и в городе Сан-Франциско. Фирма по спецэффектам Industrial Light & Magic помогала в спецэффектах фильма. Немногие из горбатых китов в фильме были настоящими: ILM разработала полноразмерные аниматроники и небольшие моторизованные модели, чтобы заменить настоящих существ. Фильм был посвящён экипажу космического корабля «Челленджер», который разбился через 73 секунды после взлета утром 28 января 1986 года.
«Путешествие домой» было выпущено 26 ноября 1986 года в Северной Америке компанией Paramount Pictures и стало самым кассовым фильмом по кассовым сборам на выходных. Юмор, актёрская игра, режиссура, спецэффекты и нестандартный сюжет фильма были хорошо встречены критиками, поклонниками сериала и широкой публикой. Он был финансово успешным, собрав 133 миллиона долларов по всему миру, и получил несколько наград и четыре номинации на «Оскар» за операторскую работу и звук.

## Сюжет
В 2286 году огромный цилиндрический зонд перемещается по космосу, посылая неразборчивый сигнал и отключая питание каждого корабля, мимо которого он проходит. Когда он выходит на орбиту вокруг Земли, его сигнал отключает глобальную энергосистему и вызывает планетарные бури, создавая катастрофические, закрывающие солнце облачные покровы. Командование Звёздного Флота посылает планетарный сигнал бедствия и предупреждает все космические корабли не приближаться к Земле.
На планете Вулкан бывшие офицеры разбившегося звездолёта «USS Энтерпрайз» живут в изгнании после событий сериала «Звёздный путь 3: В поисках Спока». В сопровождении вулканца Спока, всё ещё оправляющегося от своего воскрешения, команда берёт свою захваченную клингонскую «Хищную птицу» (переименованную в «Баунти» в честь корабля Королевского флота) и возвращается на Землю, чтобы предстать перед судом за свои действия. Получив предупреждение Звёздного Флота, Спок определяет, что сигнал зонда соответствует песне вымерших горбатых китов и что объект будет продолжать сеять хаос, пока на его призыв не будет дан ответ. Экипаж использует свой корабль, чтобы отправиться в прошлое с помощью гравитационного манёвра вокруг Солнца, планируя вернуться с китом, чтобы ответить на инопланетный сигнал.
Прибыв в 1986 год, экипаж обнаруживает, что мощность их корабля истощена из-за манёвра путешествия во времени. Спрятав «Баунти» в парке «Золотые ворота» в Сан-Франциско с помощью маскировочного устройства, команда разделилась для выполнения нескольких задач: адмирал Джеймс Т. Кирк и Спок пытаются найти горбатых китов, а Монтгомери Скотт, Леонард Маккой и Хикару Сулу строят танкер для содержания китов, нужных им для возвращения в 23 век. Ухуре и Павлу Чехову поручают найти ядерный реактор, утечка энергии которого может быть собрана и использована для повторного запуска клингонского корабля.
Кирк и Спок обнаруживают пару горбатых китов на попечении доктора Джиллиан Тейлор в аквариуме Сосалито и узнают, что их скоро выпустят в дикую природу. Кирк рассказывает ей о своей миссии и спрашивает частоту слежения за китами, но она отказывается сотрудничать. Тем временем Скотт и Маккой обменивают формулу прозрачного алюминия на материалы, необходимые для китового аквариума, а Сулу обеспечивает использование вертолёта «Хьюи» для их транспортировки. Ухура и Чехов находят атомный корабль, «авианосец Энтерпрайз». Они собирают необходимую им энергию, но их обнаруживают на борту. Ухура теряет сознание, но Чехов схвачен, допрошен (предполагается, что он советский шпион) и впоследствии тяжело ранен при попытке побега.
Джиллиан узнает, что китов выпустили раньше, и обращается за помощью к Кирку. Джиллиан, Кирк и Маккой спасают Чехова из ближайшей больницы и возвращаются к перезаряженной «Хищной птице». Спасая китов от китобоев и доставляя их на борт, команда вместе с Джиллиан возвращается в своё время. При приближении к Земле «Баунти» теряет мощность из-за инопланетного зонда и совершает аварийную посадку в водах залива Сан-Франциско. Освобожденные от утопления, киты реагируют на сигнал зонда, заставляя объект обратить своё воздействие на Землю и вернуться в глубины космоса.
Позже экипаж «Энтерпрайза» предстанет перед Советом Федерации. Совет признает их участие в спасении планеты и снимает все обвинения, за исключением одного против Кирка за неповиновение вышестоящему офицеру. Кирка понижают в звании до капитана и возвращают к командованию звездолётом. Пути Кирка и Джиллиан расходятся, так как Звёздный флот направил её на научное судно, в то время как отец Спока Сарек наконец принимает более ранний выбор своего сына пойти в Звёздный флот. Экипаж обнаруживает, что они были награждены новым  USS Энтерпрайзом (NCC-1701-A), и отправляется в тестовый полёт.

## В ролях
- Уильям Шетнер играет адмирала Джеймса Т. Кирка, бывшего капитана «Энтерпрайза». Шетнер не хотел возвращаться к роли Кирка, пока не получил зарплату в 2 миллиона долларов и обещание снять следующий фильм[5]. Шетнер описал комическое качество «Путешествия домой» как «граничащее с иронией, но не являющееся таковым; как будто персонажи в пьесе испытывают большую радость по отношению к себе, радость жизни [и] вы играете это с реальностью, как в кухонной драме, написанной для сегодняшней жизни»[6]:83.
- Леонард Нимой играет Спока, который был воскрешен эффектами планеты Генезис и его «живой дух» был восстановлен в его теле в предыдущем фильме[7].
- ДеФорест Келли играет доктора Леонарда Маккоя, которому даются многие из комедийных фраз фильма; Биограф Келли Терри Ли Риу написал, что в фильме «он, казалось, играл самого себя как человек». На Земле Маккой был в паре с инженером Монтгомери Скоттом (Джеймс Духан), поскольку продюсер Харви Беннетт чувствовал, что Келли хорошо сработался со «старым водевильным комиком» Духана.[7]:265
- Джордж Такэй в роли рулевого Хикару Сулу[6].
- Уолтер Кёниг в роли командира Павла Чехова. Кёниг прокомментировал, что Чехов был «наслаждением» играть в этом фильме, потому что он лучше всего работал в комедийных ситуациях[6].
- Нишель Николс в роли Ухуры[6].
- Кэтрин Хикс играет доктора Джиллиан Тейлор, цетолог на Земле 20-го века. Во время производства ходил слух, что роль была создана после того, как Шетнер потребовал любовную линию, постоянный аспект телесериала, который отсутствовал в первых трёх фильмах. Писатель Николас Мейер отрицал это, говоря, что вдохновение для Тейлор пришло от биолога, показанного в документальном фильме National Geographic о китах[8]:37.  Нимой выбрал Хикс после того, как пригласил её на обед с Шетнером и стал свидетелем химии между ними[9]. Роль изначально была написана для Эдди Мерфи как астрофизика в Беркли[10].
- Маджел Барретт повторяет свою роль Кристины Чапел, директора медицинских служб Командования Звёздного Флота. Многие из её сцен — некоторые, как сообщается, очень большие — были исключены в окончательном варианте, что разозлило актрису. Её последняя роль в фильме состоит из одной строки диалога и кадра с реакцией[11]:4.
- Марк Ленард и Джейн Уайетт играют родителей Спока, посла Сарека и Аманду Грейсон, соответственно, оба повторяют роли, которые они ранее играли в серии 1967 года «Путь на Вавилон»[12]. Уайетт прокомментировала, что, хотя ей в целом не нравилось работать с актёрами, которые были режиссёрами, она нашла Нимоя исключением, потому что он мог сосредоточиться на том, чтобы быть частью актёрского состава, а также на настройке команды[6].
- Робин Кёртис повторяет роль Саавик, лейтенанта Звёздного флота. Роль Саавик в фильме минимальна — первоначально она должна была остаться на Вулкане, потому что была беременна после того, как спарилась с молодым Споком в «Звёздном пути III: В поисках Спока». В окончательном варианте фильма все упоминания о её состоянии были удалены[11]:4.
- Алекс Хентелофф играет доктора Николса, управляющего заводом [12].
- Мэдж Синклер появляется в титрах как капитан звездолёта «USS Saratoga» (первая женщина-капитан звёздолета Федерации, появившаяся в «Звёздном пути»)[12].
- Музыкант Джейн Уидлин и теннисист Виджай Амритрадж появляются как офицеры Звёздного флота, которых можно увидеть на видеоэкранах в Командовании Звездного флота[12][13].
- Джон Шак появляется как посол клингона[12].
- Роберт Элленштейн как президент Федерации [12].
- Майкл Берриман как офицер инопланетянин в Командовании Звёздного флота[12].
- Брок Питерс как адмирал флота Картрайт[12].
- Грейс Ли Уитни повторяет свою роль Дженис Рэнд из «Оригинального сериала»[14].

## Производство

### Разработка
Перед тем, как фильм «В поисках Спока» был выпущен, его режиссёра Леонарда Нимоя попросили вернуться, чтобы снять следующий фильм франшизы. В то время как Нимой был ограничен в съёмках предыдущей картины, Paramount предоставила режиссёру большую свободу для сиквела. «[Paramount] прямо заявили, что хотят моего видения», — вспоминает Нимой:43. В отличие от драматических и оперных событий трех предыдущих фильмов «Звёздного пути», Нимой и продюсер Харви Беннетт хотели более легкий фильм, в котором не было бы четко обозначенного злодея. Поскольку Уильям Шетнер не хотел возвращаться, Нимой и Беннетт потратили восемь месяцев на рассмотрение концепции приквела Ральфа Уинтера о персонажах в Академии Звёздного флота, прежде чем Шетнер получил прибавку к зарплате и подписал контракт на главную роль. Нимой и Шетнер получили по 2,5 миллиона долларов за фильм, что меньше их первоначальных требований, но растущие зарплаты актёров фильма заставили Paramount о создании нового телесериала, «Звёздный путь: Следующее поколение» (1987), с менее дорогими, менее известными актёрами.
Несмотря на сомнения Шетнера, Нимой и Беннетт выбрали историю о путешествии во времени, в которой команда звездолёта «Энтерпрайз» сталкивается с проблемой, которую можно решить только чем-то доступным только в настоящее время (прошлое персонажей Звёздного пути). Они рассматривали идеи о скрипичных мастерах и нефтяниках или о болезни, лекарство от которой было уничтожено вместе с тропическими лесами. «Но изображение тысяч больных и умирающих людей казалось довольно ужасным для нашего легкомысленного фильма, и мысль о том, что наша команда отправится в 600-летнее путешествие туда и обратно только для того, чтобы вернуть улитку-дротика, была не такой уж захватывающей», - объяснил Нимой. Режиссёр прочитал книгу о вымерших животных и задумал сюжетную линию, которая в конечном итоге была принята. Нимой пришел к идее горбатых китов после разговора с другом — их песня добавила таинственности в историю, а их размер добавил логистических проблем, которые героям придется преодолеть.
Нимой обратился к сценаристу «Полицейского из Беверли-Хиллз» Дэниелу Петри-младшему с просьбой написать сценарий, когда возникла концепция, которую исполнительный продюсер Джеффри Катценберг описал как «либо лучшую, либо худшую идею в мире» — фанат «Звёздного пути» Эдди Мерфи хотел главную роль. Нимой и Мерфи признали, что его роль привлечет к франшизе не-фанатов «Звёздного пути» после растущей популярности Мерфи, но это также означало, что фильм могут высмеять. Стив Мирсон и Питер Крайкс были наняты, чтобы написать сценарий с Мерфи в роли профессора колледжа, который верит в инопланетян и любит играть песни китов. Мерфи не понравилась эта роль, и он решил снять «Золотого ребёнка». Paramount также была против идеи объединения двух своих сильнейших франшиз той эпохи, опасаясь, что неудача может навредить им обеим. Персонаж, предназначенный для Мерфи, был объединен с персонажами морского биолога и женщины-репортера, и в итоге получилась Джиллиан Тейлор.
Paramount была недовольна сценарием, поэтому её руководитель производства Дон Стил попросил Николаса Мейера, сценариста и режиссёра фильма «Звёздный путь 2: Гнев Хана», помочь переписать его. Мейер так и не прочитал ранний сценарий, посчитав, что это бессмысленно, поскольку его содержание не привлекало студию. Он и Беннетт разделили задачу по придумыванию сюжета между собой. Беннетт написал первую четверть истории, вплоть до момента, когда команда возвращается назад во времени. Мейер написал среднюю часть истории, происходящую на Земле XX века, а Беннетт занялся концовкой:36. После 12 дней написания Мейер и Беннетт объединили свои отдельные части. В этой версии Джиллиан Тейлор остается на Земле 1986 года и клянется обеспечить выживание горбатого кита, несмотря на парадокс, который это может создать. Мейер предпочел эту «более правильную концовку»:37 киноверсии, объяснив, что «конец в фильме умаляет важность того, чтобы люди в настоящем брали на себя ответственность за экологию и предотвращали проблемы будущего, делая что-то сегодня, а не угождая фантастическим желаниям иметь возможность перенестись во времени в почти утопическое будущее». Мейер и Беннетт вырезали идею Крайкса и Мирсона о том, чтобы клингонская хищная птица появилась в перерыве шоу Супербоула, а также намек на то, что Саавик осталась на Вулкане, потому что была беременна ребенком Спока. Первоначально первым двоим приписывали сценарий, но после того, как Крайкс и Мирсон подали в Гильдию сценаристов заявление об арбитраже, их также признали авторами, решение, которое озлобило Мейера на долгие годы, так как он считал, что если кто-то и заслуживает упоминания в титрах вместе с ним, то это только Беннетт:357–58.
Нимой сказал, что Мейер придал сценарию «тот тип юмора и социальных комментариев, насмешливое отношение, которое я очень хотел». Он добавил, что его видение было таково: «никаких смертей, никаких сражений, никакой стрельбы, никаких фотонных торпед, никаких фазерных взрывов, никаких стереотипных плохих парней. Я хотел, чтобы люди действительно хорошо провели время, смотря этот фильм, [и] если где-то в этом миксе мы подкинем им пару больших идей, ну, тогда это будет еще лучше»:233. Один из ранних фильмов Мейера, «Путешествие в машине времени», в основном снимался в Сан-Франциско. Когда продюсеры сказали ему, что действие «Дороги домой» должно происходить в том же городе, он воспользовался возможностью прокомментировать культурные аспекты, не затронутые в его предыдущем фильме, такие как панк-рок — сцена в «Дороге домой», где Кирк и Спок встречают раздражающего панк-рокера, была основана на похожей сцене, вырезанной из «Путешествия в машине времени»:37.
Мейеру показалось, что написание сценария — это лёгкий процесс. Он написал несколько страниц, показал их Нимою и Беннетту для консультаций и вернулся в свой офис, чтобы написать продолжение. Когда Нимой, Беннетт и Мейер были довольны, они показали сценарий Шетнеру, который предложил свои собственные заметки для ещё одного раунда переписывания:38. Завершенный сценарий был показан руководителям Paramount, которые были очень довольны.

### Дизайн
Industrial Light & Magic (ILM) отвечала за дизайн модели и оптические эффекты «Дороги домой».:46. За инопланетный зонд отвечала модельная мастерская ILM, которая привлекла внешнюю помощь, например, иллюстратора Ральфа МакКуорри для концептуального искусства. Создатели моделей начали с базового проекта арт-директора Нило Родиса — простого цилиндра с китовыми кочертаниями. Прототип был покрыт ракушками и раскрашен. Шаровидная антенна, которая выступает из нижней части зонда, была создана из куска оросительной трубы; внутреннее оборудование вращало устройство. Было создано три размера «китового зонда»; основная восьмифутовая (2,4 м) модель зонда была дополнена меньшей моделью для общих планов и большой 20-футовой (6,1 м) моделью, которая использовала принудительную перспективу, чтобы придать зонду иллюзию огромных размеров:4.
Команда по спецэффектам сосредоточилась на использовании внутрикамерных трюков для реализации зонда; Эффекты постпроизводства были трудоемкими, поэтому световые эффекты делались на сцене во время съёмок. Руководитель модельного цеха Джефф Манн заполнил антенну зонда трубчатыми лампами и галогенными лампочками, которые включались последовательно для разных экспозиций; для финального эффекта были объединены три разных прохода камеры для каждой экспозиции. Посмотрев первый кадр, команда обнаружила, что оригинальный дизайн зонда, похожий на кита, не выглядел угрожающе. Создатели моделей перекрасили зонд в блестящий черный цвет, испещрили его поверхность оспинами для большей фактуры и интереса и пересняли сцену. Хотя они хотели избежать работы с эффектами постпроизводства, команде оптики пришлось перекрасить шар антенны в синий оттенок, так как оригинальный оранжевый был слишком похож на вращающийся баскетбольный мяч:5–6.
Помимо зонда, «Дорога домой» не требовало новых конструкций звездолета. «USS Saratoga», первый звездолёт Федерации, выведенный из строя зондом, был моделью «USS Reliant» из «Гнева Хана». Модель «Хищкой птицы» из «В поисках Спока» была повторно использована, но ILM построила дополнительные прочные версии для сцен действия «Дороги домой». Внутренняя часть «Хищкой птицы» была представлена другим набором, чем «В поисках Спока», но дизайнеры постарались придерживаться резкой и инопланетной архитектурной эстетики. Чтобы придать набору более дымный, атмосферный вид, дизайнеры установили освещение дисплея и приборов таким образом, чтобы оно было достаточно ярким, чтобы освещать персонажей, а не полагаться на окружающее или подстроенное освещение:5–6. Хотя Paramount поручила ILM выбросить большую модель «Spacedock», созданную для «В поисках Спока», команда не хотела отказываться от сложной модели и её миль оптоволоконного освещения. Когда «Дорога домой» потребовал возвращения «Spacedock», ILM пришлось только собрать модель из хранилища:10.
Роберт Флетчер был художником по костюмам для фильма. Во время сцен на Земле Кирк и его команда продолжают носить одежду XXIII века. Нимой спорил, стоит ли команде менять костюмы, но, увидев, как одеты люди в Сан-Франциско, он решил, что они все равно подойдут.

### Съёмки
Нимой выбрал Дональда Питермана из Американского общества кинематографистов в качестве главного оператора:45. Нимой поделился, что он считал оператора коллегой-художником, и что для них было важно договориться об «определенном виде», который Питерман был обязан передать. Нимой видел работу Питермана и чувствовал, что она была более тонкой, чем просто освещение сцены и съёмка изображения:46.
Первыми были сняты начальные сцены фильма на борту звездолёта «Saratoga»; основные съёмки начались 24 февраля 1986 года. Декорации представляли собой переделку мостика научного судна «Grissom» из «В поисках Спока», в свою очередь переделку мостика «Энтерпрайза», созданного для «Фильма». Сцены были сняты в первую очередь, чтобы дать время для переделки декораций в мостик нового «Энтерпрайза-A» в конце съёмок.
Как и в предыдущих фильмах «Звёздный путь», существующие реквизиты и кадры использовались повторно, где это было возможно, чтобы сэкономить деньги, хотя «Дорога домой» потребовало меньше этого, чем предыдущие фильмы. Интерьеры космического дока Земли и декорации кабины управления были повторно использованы из «Поисков Спока», хотя компьютерные мониторы в этих сценах имели новую графику — старые катушки испортились при хранении. Были повторно использованы стандартные кадры уничтожения «Энтерпрайза» и перемещения «Хищной птицы» в космосе. В то время как мостик «Хищной птицы» был с совершенно новым дизайном, другие части интерьера корабля также были восстановлены; компьютерный зал был модификацией реакторного помещения, где умер Спок в «Гневе Хана». После того, как все остальные сцены мостика «Хищной птицы» были завершены, все декорации были окрашены в белый цвет для одного кадра, который перешел в последовательность снов во время путешествия во времени.
«Дорога домой» был первым фильмом «Звёздного пути», который широко снимался на натуре — в «Поисках Спока» на это был потрачен всего один день. Большая часть производства была снята в Сан-Франциско и его окрестностях в течение десяти съёмочных дней. Производство хотело снять сцены, которые были бы легко идентифицировались как город. Использование обширных натурных съёмок вызвало логистические проблемы, такие как сцена, в которой Кирка чуть не сбивает разгневанный таксист, требующая перестановки 12–15 автомобилей, если кадр был неправильным, и пересъёмка заняла полчаса. Другие сцены были сняты в городе, но использовались декорации, а не реальные места, такие как итальянский ресторан, где Тейлор и Кирк обедают. В фильме «Хищная птица» приземляется, спрятавшись в парке Золотые Ворота, удивляя мусорщиков, которые сбегают со сцены на своем грузовике. Производство планировало снимать в настоящем парке, где они снимали сцены для «Гнева Хана», но сильные дожди перед днём съёмок помешали этому — мусоровоз увяз бы в грязи. Вместо этого был использован парк Уилла Роджерса на западе Лос-Анджелеса.
Когда Кирк и Спок едут в общественном автобусе, они сталкиваются с панк-рокером, который играет свою музыку на бумбоксе, вызывая дискомфорт у всех вокруг. Спок берет дело в свои руки и выполняет прием «Вулканский нервный захват». Часть вдохновения для этой сцены пришла из личного опыта Нимоя с похожим персонажем на улицах Нью-Йорка: «[Меня поразила] его высокомерность, его агрессивность, и я подумал, что если бы я был Споком, я бы вышиб ему мозги!» Узнав об этой сцене, Кирк Тэтчер, ассоциированный продюсер фильма, убедил Нимоя позволить ему сыграть эту роль; Тэтчер сбрил волосы в ирокез и купил одежду, чтобы завершить образ. Тэтчер, которого называют «панком в автобусе», (вместе со звукорежиссером Марком Манджини) также написал и записал «I Hate You», песню из этой сцены, и именно ему принадлежит идея заставить панка, потерявшего сознание из-за «захвата», ударить по стереосистеме и выключить её своим лицом.
Большая часть Института китообразных, рабочего места Тейлора, была создана с использованием реального Океанариум залива Монтерей. Резервуар для китов был добавлен с помощью спецэффектов к внешней части Аквариума. Для крупных планов персонажей, наблюдающих за китами в резервуаре, стены и перила Аквариума были измерены и воспроизведены для съёмок на парковке Paramount. Одна сцена происходит у большого стекла, через которое наблюдатели видят китов — и инициирование Споком слияния разумов — под водой. Кадры актёров, снятые перед ними, когда они реагируют на кирпичную стену в Аквариуме, были объединены с кадрами, снятыми сзади, когда они стояли перед большим синим экраном в ILM, чтобы создать эту сцену. Кадры слияния Спока с китами были сняты несколько недель спустя в большом резервуаре с водой, используемом для тренировки астронавтов в невесомости.
В фильме Ухура и Чехов посещают авианосец USS Enterprise (CVN-65). Настоящий «Энтерпрайз», находившийся в то время в море, был недоступен для съёмок, поэтому был использован неатомный авианосец USS Ranger (CV-61):137. Международный аэропорт Окленда был использован для переднего плана штаб-квартиры Звёздного флота. Сцены в заливе Сан-Франциско снимались на танке на натурной площадке Paramount:240–1.
Сцена, в которой Ухура и Чехов спрашивают прохожих о местонахождении ядерных судов, была снята скрытой камерой. Однако люди, с которыми разговаривают Кениг и Николс, были статистами, нанятыми с улицы для съёмок в тот день, и, несмотря на легенды об обратном, знали, что их снимают. В интервью StarTrek.com Лейла Саракало, статистка, которая сказала: «Я не знаю, знаю ли я ответ на этот вопрос... Я думаю, что это через залив, в Аламеде», заявила, что после того, как её машину конфисковали, потому что она пропустила предупреждения о необходимости убрать её для съёмок, она обратилась к помощнику режиссёра с просьбой сняться с другими статистами, надеясь, что ей заплатят достаточно, чтобы вытащить её машину со штрафстоянки. Ей сказали вести себя естественно, и поэтому она ответила им, и создатели фильма сохранили этот ответ в фильме, хотя её пришлось принять в Гильдию киноактеров, чтобы сохранить её реплики.
Вид планеты Вулкан и «Хищной птицы» созданы с использованием сочетания матовой живописи и звуковой сцены. Нимой искал подходящее место для сцены подготовки экипажа «Энтерпрайза» к возвращению на Землю, но различные локации не подходили, поэтому вместо этого сцена была снята на съёмочной площадке Paramount. Производителю пришлось скрыть тот факт, что производственные здания находились на расстоянии 30 футов (9,1 м). Широкоугольный снимок Спока на краю утеса с видом на сцену был снят в Васкес-Рокс, парке к северу от Лос-Анджелеса. Зал Совета Федерации представлял собой большое помещение, заполненное представителями многих инопланетных рас. Художник-постановщик Джек Т. Коллис сэкономил, построив декорации только с одного конца; при съёмке с обратного ракурса использовался тот же кусок стены. Позиции трибуны Президента Федерации и актёров на сиденьях менялись для каждого кадра. Поскольку «Дорога домой» была первым фильмом «Звёздного пути», в котором показаны операции Командования Звёздного Флота, Беннетт и Нимой посетили Лабораторию реактивного движения НАСА, чтобы узнать, как может выглядеть и работать настоящий командный центр в глубоком космосе. Среди особенностей получившегося Командного мостика был большой центральный стол с видеомониторами, который производственная группа прозвала «бильярдным столом»; позже этот реквизит стал неотъемлемой частью машинного отделения звездолёта «Энтерпрайз-D» в телесериале «Звёздный путь: Следующее поколение».

### Спецэффекты
Нимой обратился в ILM на раннем этапе разработки и помог создать раскадровки для сцен с оптическими эффектами:46. Во многих кадрах использовалась кашетная живопись, чтобы расширить фон и выполнить установочные кадры без затрат на создание декораций. Супервайзер по кашетированию Крис Эванс пытался создавать картины, которые казались бы менее надуманными и более реальными — в то время как естественный инстинкт кинопроизводства состоит в том, чтобы размещать важные элементы упорядоченным образом, Эванс сказал, что фотографы «снимают вещи, которые [...] в каком-то смысле странные» и вместо этого получают результаты, которые выглядят естественно. Задача создания местоположения и атмосферы в штаб-квартире Звёздного Флота легла на плечи кашетного отдела, который должен был создать ощущение шумной футуристической версии Сан-Франциско. Кашетный персонал и Ральф МакКуорри внесли свой вклад в дизайн. Дизайнеры решили сделать актёров на переднем плане более заметными и сняли их на большой площади гладкой бетонной взлетно-посадочной полосы в аэропорту Окленда. Такие элементы, как шаттл, с которым, по-видимому, взаимодействовали тридцать статистов, также были смешаны Мэттом, чтобы выглядеть так, как будто они сидели рядом с актёрами. В конечном итоге художники остались недовольны тем, как получился кадр; Супервайзер по кашетной фотографии Крейг Бэррон считал, что в сцене слишком много элементов:9.
Сцены «Хищной птицы» на Вулкане представляли собой комбинацию живых кадров — актеры на съёмочной площадке на парковке Paramount, покрытой глиной и использованными задниками, — и кашетной графики самого корабля и сурового фонового ландшафта. Сцену отбытия корабля с Вулкана на Землю было труднее реализовать, потому что камера перемещалась за персонажами живых кадров, следуя за кораблем, покидающим атмосферу, и другие элементы, такие как пылающие столбы и пылающее солнце, пришлось интегрировать в кадр. Вместо того, чтобы пытаться сопоставить и объединить панорамы камер каждого элемента, каждый компонент снимался статической камерой, а панорама добавлялась к полученной композиции с помощью камеры управления движением. Солнце (лампочка, сфокусированная выпуклой линзой) снималось разными проходами, чтобы создать реалистичные световые эффекты на «Хищной птице» без растекания света вокруг других элементов кадра:5–9.
Сценарий предусматривал, что зонд испарит океаны Земли, создав тяжелую облачность. В то время как оператор спецэффектов Дон Доу хотел выйти в море и запечатлеть водные шлейфы, образующиеся в результате взрыва детонирующих шнуров в воде, команда решила создать климатический эффект зонда другим способом после того, как правительственное рыболовное агентство выразило обеспокоенность по поводу благополучия морской жизни в районе съёмок. Команда использовала комбинацию эффектов пищевой соды и облачного резервуара. Вихревой туман, создаваемый резервуаром, наполненным водой, был снят на чёрном бархате, а цвет и динамичные завитки добавлены путём впрыскивания краски в резервуар. Эти кадры были наложены на изображение Земли вместе с наложенными эффектами молний, созданными с помощью источников света с двойной экспозицией, перемещающихся по экрану:10.
Путешествие Хищной птицы во времени было одним из самых сложных эффектов в фильме. Хотя у ILM был опыт создания эффекта полосатой деформации, который они использовали в предыдущих фильмах, для этого эпизода требовалось, чтобы камера отслеживала устойчивый эффект деформации, когда «Хищная птица» облетала солнце. Сопоставление эффекта с моделью было достигнуто методом проб и ошибок. У команды не было времени ждать, пока отдел анимации создаст солнце для этого кадра. Помощник оператора Пит Козачик придумал способ создания солнца на сцене. Они положили два листа текстурированного оргстекла рядом друг с другом и подсветили их мощным желтым светом. Установка вращалась по круговой траектории, и лист впереди создавал муаровый узор при изменении своего положения. Аниматор Джон Нолл добавил эффекты солнечных бликов, чтобы завершить образ; Доу напомнил, что эффект был близок к кадрам Солнца, снятым Лабораторией реактивного движения:13–4.
Путешествуя во времени, Кирк и команда испытывают то, что автор Джоди Дункан Шэй назвал «состоянием, похожим на сон». Единственным направлением эффекта в сценарии было: «Теперь [они] проходят во времени»; Нимой и МакКуорри представляли себе сон Кирка как монтаж причудливых образов. Создатели фильма заранее решили, что в части сновидения будет использоваться компьютерная анимация, чтобы придать ей нереальное качество, отделенное от остальной части фильма. ILM работала на основе раскадровки МакКуорри и создала грубый макет или анимацию, чтобы показать Нимой и отточить направление эпизода:240:14. В самом начале сна внутренняя часть мостика «Хищной птицы» была выкрашена в абсолютно белый цвет. Часть заключительной сцены включала в себя трансформацию голов членов команды «Энтерпрайза» друг в друга. ILM Оцифровка голов актёров с использованием технологии трехмерного сканирования, разработанной Cyberware, и использование полученных данных для компьютерных моделей:14. Поскольку каждая модель головы имела одинаковое количество ключевых точек отсчета, превратить одного персонажа в другого было просто, но, как вспоминают аниматоры, сложнее было обеспечить, чтобы Трансформация выглядела «приятно», а не «гротескно». На рендеринг получившегося тридцатисекундного отснятого материала ушли недели, и отдел использовал каждый запасной компьютер, который только мог найти, для помощи в работе по обработке. Сценический, оптический и кашетный отделы ILM совместно работали над созданием других кадров для сцены сна. Кадр падения человека на Землю был создан путем съёмки маленькой марионетки на синем экране. Выстрелы жидкого азота, помещенные за марионеткой, создавали впечатление дыма. Фоновая пластина планеты представляла собой большую матовую поверхность, которая позволяла камере приближать изображение очень близко. Последний снимок болотистой местности был практичным и не требовал никаких эффектов:15–7.
Создатели фильма с самого начала съёмок знали, что киты - их самая большая проблема в спецэффектах; Доу напомнил, что они были готовы сменить животное на тот случай, если создание китов окажется слишком трудным. Когда Кит Хамфри забрел в залив Сан-Франциско, Доу напомнил, что они были готовы сменить животное на другой случай, если создание китов окажется слишком трудным:18. Когда кит Хамфри забрел в залив Сан-Франциско, Доу и его съёмочная группа попытались собрать пригодные для использования кадры с изображением горбатого кита, но не смогли этого сделать. Других кадров с настоящими китами либо не было на 35-миллиметровой пленке, либо их было бы сложно сопоставить с конкретными действиями, предусмотренными сценарием. Композиция миниатюр, снятых на синем экране поверх водного фона, не обеспечила бы реалистичной игры света. Создание полноразмерных механических китов на гусеницах сильно ограничило бы типы ракурсов и ударов. Чтобы решить проблему китов, Родис нанял эксперта по робототехнике Уолта Конти. Хотя у Конти не было опыта работы в кино, Родис считал, что его опыт в области инженерии и дизайна сделал его хорошо подготовленным для запланированного Родисом решения: создания независимых и автономных миниатюрных моделей китов:19.
Посмотрев кадры движения кита, Конти решил, что модели можно упростить, сделав переднюю часть кита полностью жесткой, полагаясь на хвост и плавники для движения. Конти показал кадры работы 30-дюймового (76 см) прототипа руководителям Paramount, которым, по словам Конти, «он понравился… Это их действительно сбило с толку». С одобрения Paramount компания ILM наняла морского писателя, защитника природы и иллюстратора Питера Фолкенса для создания реалистичной внешности кита:19. Компания ILM выбрала размер готовой модели в четыре фута (1,2 м) — этот размер предотвращал изгиб хрупких компонентов, таких как хвост, под нагрузкой — и оснастила её механическим и радиооборудованием, необходимым для управления и эксплуатации. Чтобы вода не разрушила электронику кита, создатели моделей загерметизировали каждый отдельный механический компонент, а не пытались сделать водонепроницаемым всего кит. Для достижения правильного баланса и плавучести были добавлены воздушные шары и свинцовые грузы. Готовые модели были помещены в бассейн средней школы Серра в Сан-Матео, Калифорния, на две недели съёмок; Для работы с китами потребовались четыре оператора и водолазы с видеокамерами, которые помогали в настройке съёмки:21–22. Точно контролировать китов было сложно из-за мутной воды — ILM добавляла в воду диатомит, чтобы обеспечить реалистичную видимость океана. В фильме Существа были представлены аниматрониками в натуральную величину, снятыми на студии Paramount:233.
Модели звездолёта «Энтерпрайз» были уничтожены в предыдущем фильме отчасти потому, что супервайзер по визуальным эффектам Кен Ралстон хотел построить «более современный корабль для следующего фильма», но создатели фильма приняли менее затратное решение — вернуть команду для службы на дубликате военного корабля США «Энтерпрайз-А», и на это было потрачено шесть недель. ремонт и перекраска старой модели. Шатл из «Звёздного пути: Кинофильма» также был повторно использован в финале, хотя внутреннюю декорацию длиной 20 футов (6,1 м) пришлось перестроить. Графический дизайнер Майкл Окуда разработал для Федерации плавное управление с дисплеями с подсветкой. Система, получившая название «LCARS», также использовалась для дисплеев на клингонском корабле, хотя кнопки были больше:236–7.

### Звуки и музыка
Джеймс Хорнер, композитор «Гнева Хана» и «В поисках Спока», отказался вернуться в «Дороги домой». Нимой обратился к своему другу Леонарду Розенману, который написал музыку к «Фантастическому путешествию», «Властелину колец» Ральфа Бакши и двум сиквелам «Планеты обезьян»:119. Розенман написал аранжировку к «Звёздному пути» Александра Куриджа. Телевизионная тема в качестве заглавной музыки к фильму «Путешествие домой», но Нимой попросил оригинальную композицию. Музыкальный критик Джефф Бонд пишет: «Окончательным результатом стала одна из самых необычных тем фильма «Звёздный путь», состоящая из темы из шести нот и вариаций на фоне повторяющегося мотива духовых инструментов из четырёх нот; переходная темы заимствует содержание из «Марша Фродо» Розенмана для «Властелина колец». Для второго предмета слышен цикл квинт. Мелодия звучит в начале фильма о Вулкане и в сценах поиска Тейлором Кирка, чтобы помочь найти ей китов:119–20.
Место съёмок на Земле дало Розенману свободу действий в написании разнообразной музыки в разных стилях. Нимой планировал, что представление съёмочной группы на улицах Сан-Франциско будет сопровождаться чем-то, напоминающим Джорджа Гершвина, но Розенман переубедил режиссёра:131, и сцена была озвучена пьесой в стиле современный джаз-фьюжн группы Yellowjackets. Когда Чехов сбегает из-под стражи на борту авианосца, Розенман написал яркую реплику, включающую в себя классические русские композиции. Музыка к «Побегу из больницы» выполнена в стиле барокко. Более знакомые композиции Розенмана включают в себя музыку для схватки «Хищной птицы» и китобойного корабля на открытой воде, а также атмосферную музыку (напоминающую работу композитора в «Фантастическом путешествии») во время связи зонда. После того, как зонд уходит, начинается «китовая фуга» Антонио Вивальди. При первом появлении «Энтерпрайза-А» перед конечными заголовками используется тема «Александр Кураж»:120
Марк Манджини работал звукорежиссёром «Дороги домой». Он описал это как отличие от работы над многими другими фильмами, потому что Нимой ценил роль звуковых эффектов и позаботился о том, чтобы они были заметными в фильме. Поскольку были повторены многие звуки, знакомые по «Звёздному пути» - маскировочное устройство «Хищной птицы», луч-переносчик и др.угие - Манджини сосредоточился на внесении в них лишь небольших изменений. Самыми важными звуками были звуки китов и зонда. Брат Манджини жил рядом с биологом Роджером Пейном, у которого были записи песен китов. Манджини послушал записи и выбрал звуки, которые можно было микшировать, чтобы передать разговор и язык. Визг зонда был песней кита в искаженной форме. Общение горбача с зондом в кульминационный момент фильма не содержало драматической музыки, а это означало, что звуки Манджини должны были стоять отдельно. Он вспомнал, что ему было трудно представить, как будет разворачиваться сцена, и Беннетт, чтобы объяснить это, разыграл кукольный спектакль.
Именно по предложению Беннета руководители студии Paramount попросили Нимой создать субтитры для передачи зонда в начале фильма и для решающего диалога с китами. И Нимой, и Мейер были категорически против использования каких-либо субтитров и в конечном итоге победили.
Нимой и другие продюсеры были недовольны попытками Манджини создать гудящий рабочий шум зонда, и после более чем дюжины попыток звукорежиссёр наконец спросил Нимой, как, по его мнению, должен звучать зонд. Манджини записал гортанный ответ Нимой «ваб-вуб-вуб», исказил его «маленьким кусочком приправы» и использовал в качестве финального звука.
Панк-музыка во время сцены в автобусе была написана Тэтчер после того, как он узнал, что звук для этой сцены будет от «Duran Duran или кого-то еще», а не от «сырого» и аутентичного панка. Тэтчер сотрудничала с Манджини и двумя звукорежиссёрами, входившими в панк-группы, для создания собственной музыки. Они решили, что панк сводится к чувству «Я ненавижу тебя», и написали песню на эту тему. Запись в звуковой студии, как изначально планировалось, дала слишком чистый звук, поэтому они вышли в коридор и записали песню за один дубль, используя дешевые микрофоны, чтобы создать искаженный звук. Песня также использовалась в фильме Paramount «Возвращение на пляж».

## Награды и номинации
| Год  | Премия        | Категория                          | Номинант(ы) | Результат |
| ---- | ------------- | ---------------------------------- | --- | --------- |
| 1987 | Оскар         | Лучшая музыка                      | Леонард Розенман | Номинация |
| 1987 | Оскар         | Лучшая операторская работа         | Дональд Питерман | Номинация |
| 1987 | Оскар         | Лучший звук                        | Терри Портер, Дэвид Дж. Хадсон, Мел Меткалф, Джин С. Кантамесса                                                                           | Номинация |
| 1987 | Оскар         | Лучший монтаж звуковых эффектов    | Марк А. Манджини | Номинация |
| 1987 | Сатурн        | Лучший научно-фантастический фильм | Харви Беннетт | Номинация |
| 1987 | Сатурн        | Лучший актёр                       | Леонард Нимой | Номинация |
| 1987 | Сатурн        | Лучший актёр                       | Уильям Шетнер | Номинация |
| 1987 | Сатурн        | Лучший актёр второго плана         | Джеймс Духан | Номинация |
| 1987 | Сатурн        | Лучший актёр второго плана         | Уолтер Кёниг | Номинация |
| 1987 | Сатурн        | Лучшая актриса второго плана       | Кэтрин Хикс | Номинация |
| 1987 | Сатурн        | Лучший режиссёр                    | Леонард Нимой | Номинация |
| 1987 | Сатурн        | Лучший сценарий                    | Стив Мирсон, Питер Крайкс, Харви Беннетт и Николас Мейер                                                                                  | Номинация |
| 1987 | Сатурн        | Лучшие костюмы                     | Роберт Флетчер | Победа    |
| 1987 | Сатурн        | Лучший грим                        | Уэс Доун, Джефф Доун и Джеймс Ли МакКой                                                                                                   | Номинация |
| 1987 | Сатурн        | Лучшие спецэффекты                 | Кен Ралстон и Майкл Лантьери | Номинация |
| 2010 | Сатурн        | Лучший DVD-сборник                 | совместно с остальными пятью фильмами как часть сборника «Звёздный путь: Оригинальная коллекция фильмов».                                 | Победа    |
| 1987 | Хьюго         | Лучшая постановка                  | Леонард Нимой (сюжет, режиссёр), Стив Мирсон (сценарий), Питер Крайкс (сценарий) Харви Беннетт (сюжет, сценарий) Николас Мейер (сценарий) | Номинация |
| 1988 | Молодой актёр | Лучший семейный фильм — драма      | | Номинация |